# Hackman (släkt)
Hackman är en finländsk släkt som stammar fån Tyskland, där den tidigast kände medlemmen avled i Bremen senast 1642. 
Släkten kom till Finland genom  Johan Friedrich Hackman (1755–1807), som 1777  invandrade till Viborg i Finland och där etablerade affärsverksamhet under namnet Hackman & Co. Hans son kommerserådet Johan Fredrik Hackman den yngre  (1801–1879), adlades 1874 och introducerades 1875 under nummer 247 på Finlands Riddarhus. Medlemmar  av dennes ätt är sedan 1944 även bosatta i Sverige.

## Släkttavla (urval)
- Johan Friedrich Hackman den älrdre (1755–1807)
- + gift med Marie Hackman (1776–1825)
  - Johan Fredrik Hackman den yngre (1801–1879), kommerseråd, adlad 
    - Woldemar Hackman (1831–1871), vicekonsul[2]
      - Alfred Hackman (1864–1942), arkeolog
      - Victor Hackman (1866–1941), geolog
        - Walter Hackman (1916–2001), zoolog

      - Oskar Hackman (1868–1922), folklorist

    - Wilhelm Hackman (1842–1925), kommerseråd
      - Fredrik Hckman (1874–1925), kommerseråd
      - Henry Hackman (1876–1950), bergsråd